# وحدة ليون الحضرية
تشير وحدة ليون الحضرية، وفقًا للمعهد الوطني للإحصاء والدراسات الاقتصادية (Insee)، إلى جميع البلديات التي تتمتع باستمرارية البناء حول مدينة ليون. تجمع هذه الوحدة الحضرية، أو التجمع السكاني بالمعنى العام، 1,702,921 نسمة في عام 2021 على مساحة تبلغ 1,141.40 كيلومتر مربع. تُعد هذه الوحدة ثاني أكبر تجمع سكاني من حيث عدد السكان في فرنسا.